# Frederick Bridge
Sir John Frederick Bridge (ur. 5 grudnia 1844 w Oldbury, zm. 18 marca 1924 w Londynie) – angielski kompozytor, organista, dyrygent, publicysta oraz pedagog.

## Życiorys
Brat Josepha Coxa Bridge’a (1853–1929), również kompozytora i organisty. Kształcił się w latach 1863–1867 u Johna Hopkinsa i Johna Gossa. Od 1867 roku członek Royal College of Organists. Był organistą Holy Trinity Church w Oksfordzie (1865–1869), katedry w Manchesterze (1874–1875) oraz Opactwa westminsterskiego (1875–1882 drugi organista, 1882–1918 pierwszy organista). Bachelor of Music (1868) i Doctor of Music (1874) Uniwersytetu Oksfordzkiego. W latach 1869–1874 wykładowca Owen’s College w Manchesterze, a od 1890 roku Royal College of Music w Londynie. Od 1896 do 1921 roku dyrygował Royal Choral Society.
W 1897 roku otrzymał tytuł szlachecki. Kawaler (1901) i komandor (1910) Królewskiego Orderu Wiktoriańskiego.
Komponował kantaty (m.in. Boadicea 1882 i Callirrhoë 1882), oratoria (m.in. Mount Moriah 1874 i Repentance of Nineveh 1890), hymny, ballady, pieśni, anthemy. Będąc organistą Opactwa westminsterskiego uczestniczył jako organizator przy historycznych wydarzeniach, m.in. jubileuszach panowania królowej Wiktorii (1887 i 1897), koronacjach Edwarda VII (1901) i Jerzego V (1910), a także obchodach 200-lecia śmierci Henry’ego Purcella. 